# Thomas Hall
Pour les articles homonymes, voir Hall.
Thomas Hall, né le 21 février 1982 à Montréal, est un céiste canadien pratiquant la course en ligne.

## Biographie
Né à Montréal , il a grandi dans la banlieue de Pointe-Claire. Sa mère avait participé aux championnats nord-américains de kayak . Sa sœur est également une kayakiste de compétition, tandis que son frère James est musicien au Sam Roberts Band.  Pour Thomas Steve Giles , Attila Buday Tamas Buday Jr. et Andreas Dittmer font partie de ses modèles. Il affirme également que JRR Tolkien a été une "influence clé" pour lui en grandissant et il a relu Le Seigneur des Anneaux chaque année pendant un certain nombre d'années.  À partir de 2008, il était étudiant en éducation physique à l'Université McGillet, à partir de 2011, il étudiait les affaires à l'Université Mont Saint Vincent à Halifax, en Nouvelle-Écosse , tout en vivant toujours à Montréal.

## Palmarès
Jeux Olympiques
- en C-1, 1000 mètres aux Jeux olympiques de Pékin

Championnats du monde
- Champion du monde junior en 1999 en C-1 1000 m
- Médaille d'argent en C-4 1000 mètres aux Championnats du monde 2006 à Szeged ( Hongrie)

Jeux panaméricains
- Médaille d'or en 2003
- Médaille de bronze en 2003